# Okres Rimavská Sobota
Rimavská Sobota (Hongaars:Rimaszombat) is een district (Slowaaks: Okres) in de Slowaakse regio Banská Bystrica. De hoofdstad is Rimavská Sobota. Het district bestaat uit 3 steden (Slowaaks: Mesto) en 104 gemeenten (Slowaaks: Obec). De strook langs de grens met Hongarije wordt bewoond door de Hongaarse minderheid in Slowakije.
Tijdens de volkstelling van 2011 gaf 42,8% van de inwoners van het district aan het Hongaars als moedertaal te hebben. De resultaten van de volkstelling van 2021 geven een stijging aan van het aantal mensen met Hongaars als moedertaal naar 45,43%.

## Steden
- Hnúšťa
- Rimavská Sobota
- Tisovec

## Lijst van gemeenten
| - Abovce - Babinec - Barca - Bátka - Belín - Blhovce - Bottovo - Budikovany - Cakov - Čerenčany - Čierny Potok - Číž - Dolné Zahorany - Dražice - Drienčany - Drňa - Dubno - Dubovec - Dulovo - Figa - Gemerček - Gemerské Dechtáre - Gemerské Michalovce - Gemerský Jablonec - Gortva - Hajnáčka - Hodejov - Hodejovec - Horné Zahorany - Hostice - Hostišovce - Hrachovo - Hrušovo - Hubovo - Husiná | - Chanava - Chrámec - Ivanice - Janice - Jesenské - Jestice - Kaloša - Kesovce - Klenovec - Kociha - Konrádovce - Kráľ - Kraskovo - Krokava - Kružno - Kyjatice - Lehota nad Rimavicou - Lenartovce - Lenka - Lipovec - Lukovištia - Martinová - Neporadza - Nižný Skálnik - Nová Bašta - Orávka - Ožďany - Padarovce - Pavlovce - Petrovce - Poproč - Potok - Radnovce - Rakytník - Ratkovská Lehota | - Ratkovská Suchá - Riečka - Rimavská Baňa - Rimavská Seč - Rimavské Brezovo - Rimavské Janovce - Rimavské Zalužany - Rovné - Rumince - Slizké - Stará Bašta - Stránska - Studená - Sútor - Šimonovce - Širkovce - Španie Pole - Štrkovec - Tachty - Teplý Vrch - Tomášovce - Uzovská Panica - Valice - Včelince - Večelkov - Veľké Teriakovce - Veľký Blh - Vieska nad Blhom - Vlkyňa - Vyšné Valice - Vyšný Skálnik - Zacharovce - Zádor - Žíp |

Banská Bystrica · Banská Štiavnica · Brezno · Detva · Krupina · Lučenec · Poltár · Revúca · Rimavská Sobota · Veľký Krtíš · Žarnovica · Žiar nad Hronom · Zvolen